# Silas Kipruto
Silas Kipruto (* 26. September 1984) ist ein kenianischer Langstreckenläufer. 
Von 2008 bis 2010 gewann er dreimal in Folge die 10 km du Conseil Général 13, und 2008 sowie 2009 wurde er Zweiter bei den World’s Best 10K.
2010 blieb er als Zweiter bei der Stramilano und Dritter beim Lille-Halbmarathon jeweils zweimal auf der 21,097-km-Distanz unter einer Stunde. Bei den Halbmarathon-Weltmeisterschaften in Nanning wurde er Vierter und gewann mit der kenianischen Mannschaft Gold. Ebenfalls Vierter wurde er beim Delhi-Halbmarathon.

## Persönliche Bestzeiten
- 3000 m: 7:32,25 min, 6. September 2009, Rieti
- 5000 m: 13:02,86 min, 1. Juni 2008, Berlin
- 10.000 m: 27:26,31 min, 24. Mai 2008, Hengelo
- 10-km-Straßenlauf: 27:28 min, 1. Mai 2008, Marseille
- Halbmarathon: 59:39 min, 21. März 2010, Mailand